# Elżbieta Regulska-Chlebowska
Elżbieta Regulska-Chlebowska (ur. 16 marca 1955 w Marianowie) – polska etnografka, działaczka opozycji w PRL, redaktorka, tłumaczka literatury angielskiej.

## Edukacja
Ukończyła III Liceum Ogólnokształcące im. Marynarki Wojennej RP w Gdyni w 1972 roku, a następnie – z wyróżnieniem – etnografię na Uniwersytecie Warszawskim w 1977 roku. W czasie studiów otrzymywała specjalną premię naukową im. Stanisława Herbsta przyznaną przez Wydział I Nauk Społecznych PAN (1975–1976). Jej praca magisterska, napisana pod kierunkiem Anny Kutrzeby-Pojnarowej, dotyczyła antagonizmów etnicznych i asymilacji na przykładzie grupy łemkowskiej na terenie Dukielszczyzny. Rozpoczęła pisanie pracy doktorskiej o elementach romantycznych w twórczości ludowej. W latach 90. ukończyła podyplomowe studia zarządzania zasobami ludzkimi w organizacji. W 2003 roku ukończyła podyplomowe studia z edytorstwa współczesnego na Uniwersytecie Kardynała Stefana Wyszyńskiego w Warszawie.

## Praca
Po usunięciu ze studiów doktoranckich – ze względu na swoje zaangażowanie w działalności niezależnej – nie mogła znaleźć pracy. Przez parę lat pracowała w reaktywowanej Wolnej Wszechnicy Polskiej, będąc kierowniczką sekretariatu jego Collegium (1978–1980). Po „zrehabilitowaniu” przez tzw. komisję Szaniawskiego pracowała do 1988 roku na Uniwersytecie Warszawskim, będąc nauczycielką akademicką w Katedrze Etnologii i Antropologii Kulturowej tej uczelni. W latach 1986–1988 była stypendystką fundacji Barbara Piasecka-Johnson Foundation i visiting fellow w Russian Research Center na Uniwersytecie Harvarda w Stanach Zjednoczonych. W 1989 roku pracowała jako redaktor „Gazety International”, anglojęzycznego dodatku do „Gazety Wyborczej”. Po 1989 roku była dyrektorem ds. kadr, wiceprezesem zarządu, a później członkiem rad nadzorczych w firmach „Grupy TCH”. Po 2000 roku poświęciła się tłumaczeniom literatury angielskiej oraz redagowaniu wydawnictw.

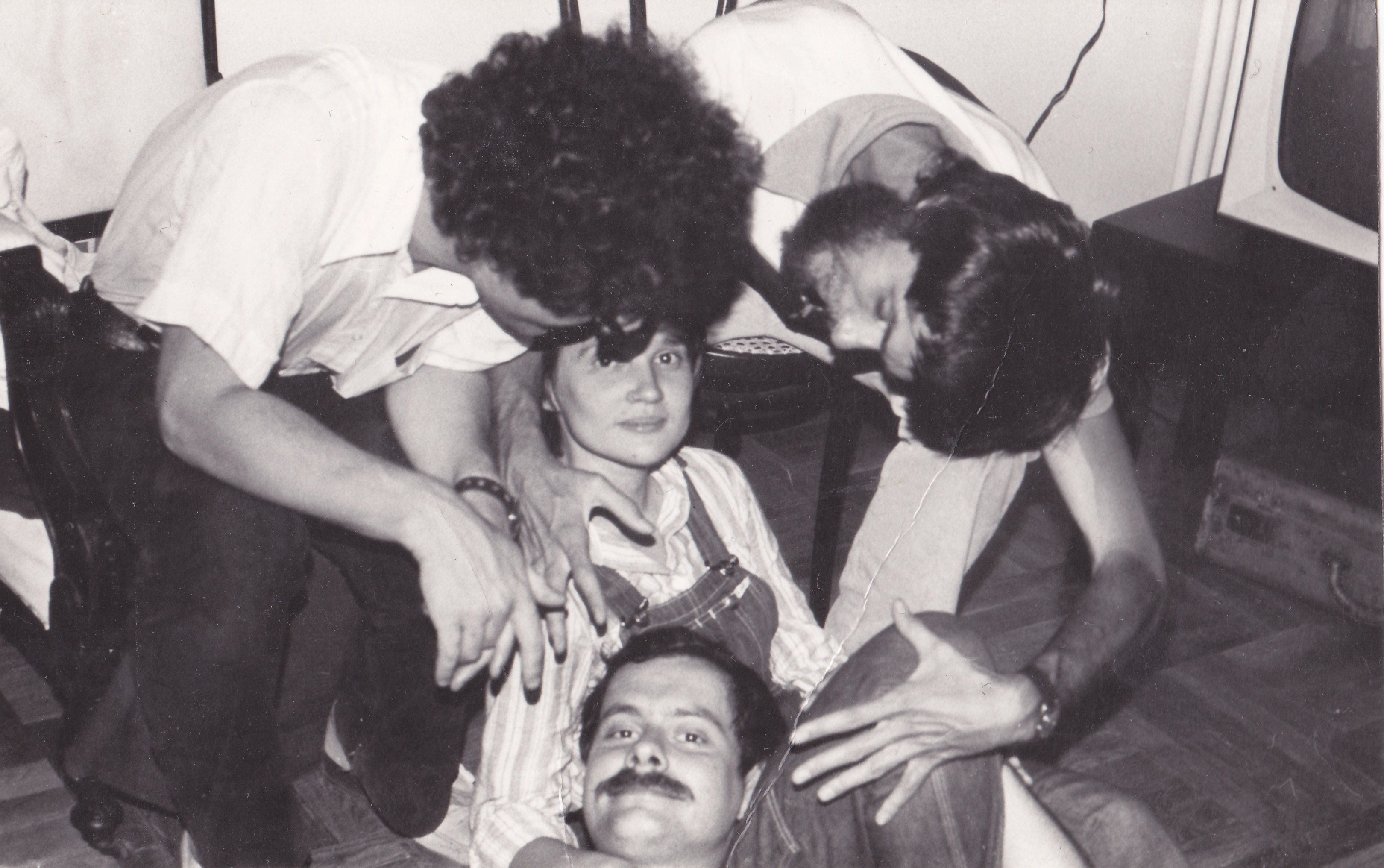
Elżbieta Regulska w swoim mieszkaniu w 1978 roku: po lewej Marek Beylin, po prawej – Rafał Zakrzewski, na dole – Tomasz Chlebowski

## Działalność opozycyjna w PRL
W 1976 roku zaangażowała się w zbiórkę pieniędzy dla represjonowanych w Czerwcu. W grudniu – dzięki kontaktom Barbary Kunickiej – nawiązała współpracę z działaczami KOR
W latach 1977–1981 była współpracowniczką KOR, KSS „KOR” i Nowej. Organizowała i uczestniczyła w redagowaniu, druku i dystrybucji wydawnictw niezależnych:
- przepisywała Komunikaty „KOR”, Opinię i inne[9]
- w swoim mieszkaniu przy Alei 3 Maja w Warszawie pierwsze numery Robotnika składała, a kolejne drukowała m.in. wraz z Witoldem Łuczywo i Barbarą Kunicką[7][10][11][12][13]
- w tym samym mieszkaniu składała Komunikaty KOR i KSS „KOR”, Biuletyn Informacyjny KSS „KOR” i Głos, m.in. wraz z Tomaszem Chlebowskim[14]
- w latach 1979–1980, wraz z Wiesławem Kęcikiem, Aliną Całą i Barbarą Kunicką, współredagowała podziemne pismo dla środowiska wiejskiego Placówkę[2][7][10][15]
- w latach 1978–1980 była członkinią redakcji Biuletynu Informacyjnego KSS „KOR”[16][17]
- w latach 1980–1981 współpracowała z Agencją Prasową Solidarność „AS”[2].

Została internowana 13 grudnia 1981 roku po wybuchu stanu wojennego. Przetrzymywana początkowo w areszcie śledczym dla kobiet na Olszynce Grochowskiej, później w obozie dla internowanych w Gołdapi. Zwolniona (po pobycie w szpitalu) w kwietniu 1982 roku. Od tego momentu do 1984 roku (urodzenia pierwszego dziecka) członkini redakcji Tygodnika Mazowsze.

## Represje
- stały podsłuch telefoniczny i obserwacja operacyjna[27]
- wielokrotne przeszukania w mieszkaniu, m.in. konfiskata kilku maszyn do pisania, książek, dorobku badawczego[6]
- kilkakrotne zatrzymania przez MO i SB
- wyrzucenie ze studiów doktoranckich i odmowa zatrudnienia na Uniwersytecie Warszawskim
- wielokrotna odmowa zezwolenia wyjazdu za granicę
- słynna rewizja w jej mieszkaniu 15 września 1980 roku (już po Porozumieniach sierpniowych, w czasie której „wyważono drzwi, rozbierano meble”[16])
- internowanie w ośrodku dla internowanych, dokąd samowolnie nie wróciła po uzyskaniu w marcu 1982 roku przepustki na pogrzeb babki (pod pretekstem choroby)[8][9].

## Order i odznaczenia
- Krzyż Oficerski Orderu Odrodzenia Polski – postanowieniem z dnia 21 września 2006 roku prezydenta Lecha Kaczyńskiego nadany „za wybitne zasługi dla niepodległości Rzeczypospolitej Polskiej, za działalność na rzecz przemian demokratycznych w kraju”[28], wręczony w czasie uroczystości z okazji 30-lecia KOR w Pałacu Prezydenckim[29][30].
- odznaka „Zasłużony Działacz Kultury”
- odznaka honorowa „Działacza opozycji antykomunistycznej lub osoby represjonowanej z powodów politycznych” (2017).

## Życie prywatne
Elżbieta Regulska jest córką Walentego Regulskiego i Teresy z Grześkowiaków (1931–1967, córki Franciszka Grześkowiaka) oraz żoną Tomasza Chlebowskiego i matką 4 ich córek: Anny (ur. 1984), Joanny (ur. 1985), Marianny (ur. 1990) i Zofii (ur. 1998). Mieszka w Warszawie.